# Thorne, Québec
Thorne är en kommun i provinsen Québec i Kanada. Den ligger i regionen Outaouais, i den sydöstra delen av landet, 70 km nordväst om huvudstaden Ottawa. Antalet invånare var 528 vid folkräkningen 2021. Landarean är 173 kvadratkilometer.
Kommunen är officiellt tvåspråkig (franska och engelska), med 75 % engelsktalande och 23 % fransktalande (modersmålstalare) vid folkräkningen 2021.